# Peckham
Peckham, es un barrio en la parte sur de Londres, (Inglaterra) Reino Unido localizado en el municipio londinense de Southwark. Se encuentra situado a 3,5 millas (5,6 km) al sureste de Charing Cross. El área está identificado en el plano de Londres como uno de los 35 mayores centros urbanos del área metropolitana del Gran Londres.
El censo de 2001 reportó una población de 11 381 habitantes en esta zona de Southwark. Asimismo la oficina de Estadística Nacionales estimó en 2005 una población de 19 500 residentes en toda el área comunal del distrito de Peckham.

## Historia
El nombre Peckham es de origen Sajón, el cual significa "la Aldea del Río Peck", un pequeño riachuelo que corría a través del distrito hasta que fue encerrado en 1823. Existe evidencia arqueológica que muestra un temprano asentamiento romano en el área, cuyo nombre se ha perdido.
Peckham aparece en el Libro Domesday de 1086 como Pecheham. Estaba bajo posesión del obispo de Lisieux y Bayeux de normandia. Los bienes registrados en el libro Domesday fueron: 2 surcos de tierra teniendo tierra para un arado y 2 acres (8.100 m²) de pradera. Se hizo la cuenta £ 1 10s 0d (£ 1,50).
El distrito era de propiedad del rey Enrique I, el cual se lo dio a su hijo Robert de Gloucester. Cuando Robert se casó con la heredera de Camberwell los dos distritos fueron unidos bajo propiedad real. Es probable que el rey Juan I de Inglaterra cazara en Peckham, una leyenda local sostiene que el derecho a una feria anual fue concedido solo para celebrar una buena caza. Esta feria creció hasta convertirse en un evento que llegó a durar tres semanas hasta su abolición en 1827.
Peckham se volvió una popular zona residencial acaudalada a mediados del siglo XVI y se especula que el famoso arquitecto Christopher Wren estuvo ligado a la zona. Para el siglo XVIII el área se volvió más comercial y atrajo a industriales que buscaban evitar el pago de elevados alquileres en el centro de Londres. Peckham también desarrolló extensos huertos y frutales, cuya producción se comercializaba en las cercanías de Londres. Las frutas producidas incluían melones, higos y uvas. Los jardines de la antigua casa señorial de Peckham, reconstruidos en 1672 por Thomas Bond eran particularmente llamativos y pueden ser apreciados en el mapa Rocque de 1746. Esta casa señorial sufrió saqueos en [1688]], ya que el propietario de aquel entonces Henry Bond era un católico y firme seguidor del Rey Jacobo II. La casa fue finalmente demolida en 1797 para dar lugar a la creación de la calle "Peckham Hill Street" cuando la familia Shard reformaba el área. Hoy en día el edificio "Shard's Terrace" el cual alberga las tiendas "Manze's Pie" y "Mash shop" junto con la parte oeste de la calle "Peckham Hill Street" representan el estilo georgiano de esta expansión urbana.
Antiguamente la aldea era la última parada para muchos arrieros de ganado los cuales llevaban su rebaño para la venta. Los arrieros se alojaban en las posadas del pueblo (como la "The Red Cow") mientras el ganado era mantenido seguro en corrales durante la noche. Muchos de los aldeanos eran trabajadores agrícolas u hortícolas,  pero a raíz del rápido crecimiento de los suburbios un número cada vez mayor trabajó en las ladrillerias que aprovechaban el suelo arcilloso de Londres.
En 1767 el poeta y pintor William Blake visitó Peckham y tuvo la visión de un ángel en un árbol. En 1993 a pedido de los organizadores del Festival de Dulwich, el artista Stan Peskett realizó un mural de la visión de Blake ubicado cerca del parque de recreo "Goose Green" en el área de East Dulwich.

## sigloXIX

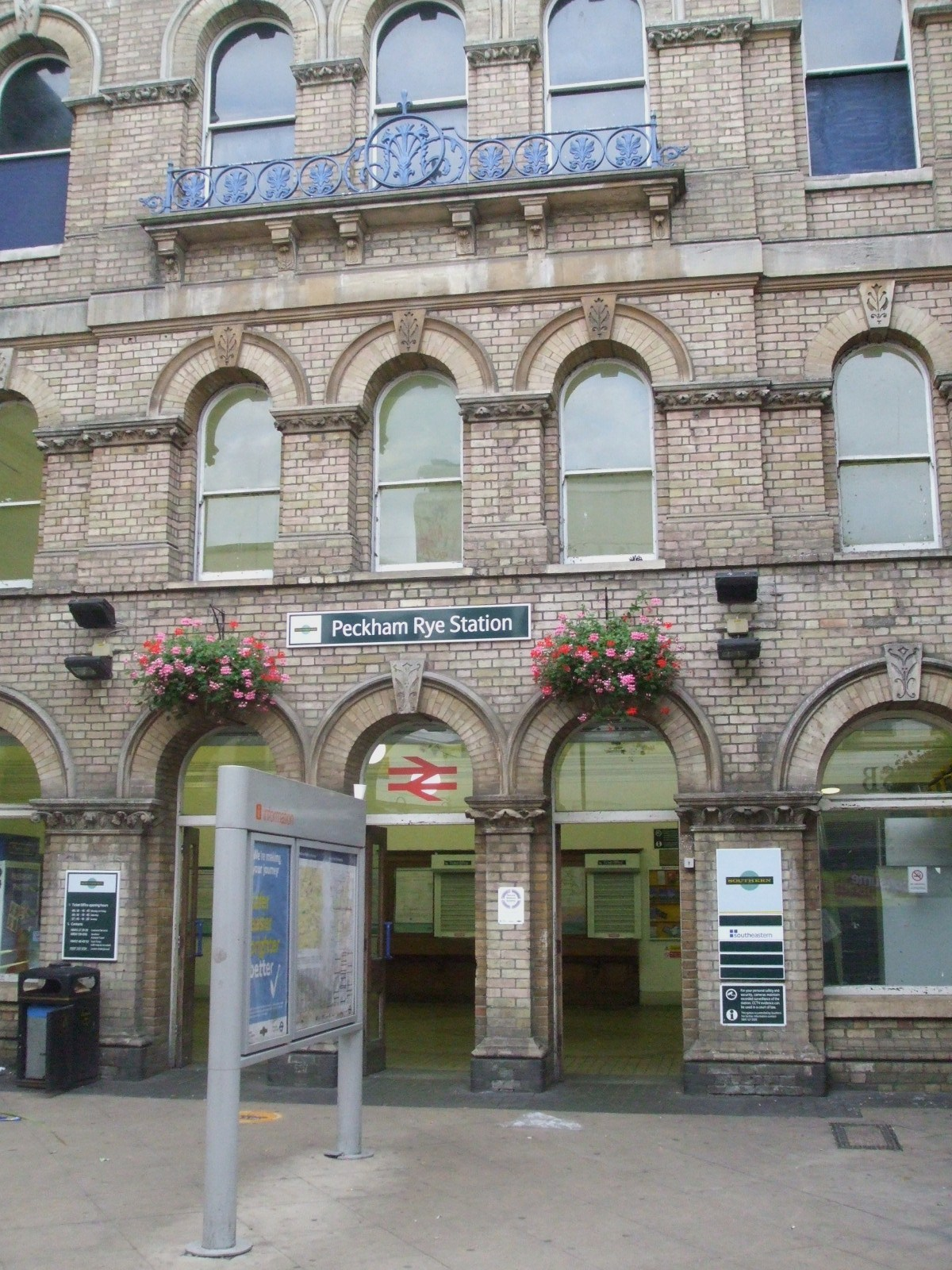
Estación de trenes de Peckham Rye.

A comienzos del siglo XIX Peckham era una "quieta, pequeña y retirada aldea rodeada por campos". A partir 1744 todos los carruajes de diligencias que hacían el trayecto Peckham - Londres comenzaron a viajar con una guardia armada para dar protección a los viajeros. Los caminos en mal estado restringían el tráfico así que se propuso la construcción de un ramal para el Gran Canal de Surrey como ruta alternativa entre el Río Támesis y Portsmouth. El canal fue construido desde los muelles comerciales de Surrey (Surrey Commercial Docks) hasta Peckham, hasta que los constructores se quedaron sin fondos en 1826. El canal reducido canal resultante fue utilizado para el transporte de madera para la construcción, sin embargo el canal fue finalmente drenado y rellenado en 1970, hoy en día todavía se pueden encontrar a varios establecimientos y comerciantes de madera de Whitten en la antigua cabecera del canal.
En 1851 Thomas Tilling comenzó un novedoso servicio de ómnibus que iba desde Peckham hasta Londres. los buses de Tilling fueron los primeros en usar las paradas de buses predeterminadas lo cual le ayudó a mantener un itinerario confiable. Su servicio se expandió hasta cubrir gran parte de Londres hasta que sus caballos fueron requisados para el ejército en la Primera Guerra Mundial.
Antes que la estación de trenes de Peckham Rye fuese abierta en 1865 el área se desarrolló sobre la base de dos centros: Norte y Sur. En el norte el mayor desarrollo inmobiliario se dio lugar hacia el sur de la avenida Old kent Road, incluyendo a la nueva ciudadela de Peckham construida sobre los terrenos de la familia Hill (de donde proviene el nombre de la calle "peckham Hill Street"). En el lado sur se construyeron grandes casas hacia el lado oeste del área verde llamado Peckham Rye y al callejón que conducía a él.

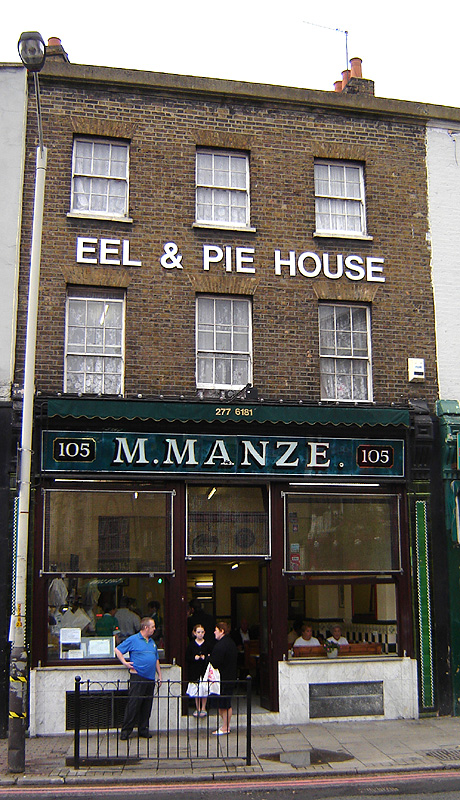
"Manze's Eel" y "Pie House", en Peckham.

Con la llegada del ferrocarril y la introducción de los tranvías tirados por caballos unos diez años más tarde, Peckham se hizo accesible a los artesanos y personal administrativo que trabaja en la ciudad y en los muelles. El desarrollo inmoviliario destinado para este grupo socioeconómico ocupó casi todas las restantes áreas verdes, excepto el parque Rye. En 1868, la parroquia de "Camberwell St Giles" compró este parque para que continuase siendo un área verde. A raíz de que la capacidad de esta área verde era sobrepasada en días festivos la parroquia compró la finca "Homestall" que estaba adyacente (la cual era la última granja de la zona) en 1894 y la reabrió como el parque "Peckham Rye Park".
Con la llegada de residentes más jóvenes con mayor poder adquisitivo, la calle Rye Lane se convirtió en la principal calle comercial. Jones & Higgins abrió una pequeña tienda en 1867 (en la esquina de las calles Rye Lane y Peckham High Street) esta sería, durante muchos años la tienda por departamentos más conocida del sur de Londres. Esta tienda cerró sus puertas en la década de 1980. En el año 1870 el inventor George Gibson Bussey se mudó a Peckham y estableció la firma "Firearms, Ammunition & Shooting" (armas de fuego, municiones y tiro) en el "Museum Works" de la calle Rye Lane. El museo de armas de fuego fue construido en 1867. El Mapa de municipal de 1868 muestra el edificio del Museo, con un campo de tiro en la parte trasera que se extendía a lo largo de la vía del ferrocarril a una distancia de 150 yardas.
Al finalizar el siglo XIX, llegó a peckham George Batty, un fabricante de condimentos cuya tienda principal está situada en la calle conocida como "Finsbury Pavement". Las instalaciones de la compañía en Peckham ocupaban 19 de los arcos de las vías del tren. Esta compañía fue adquirida en el año 1905 por la compañía "H. J. Heinz Company" y se convirtió en la primera base industrial de la misma en el Reino Unido.
La parte sur de Peckham estaba ubicada la línea de ferrocarril que antes conectaba a Crystal palace en Sydenham. Sin embargo la línea fue desmantelada debido al colapso de los terraplenes de Marmora Road, hoy en día es todavía posible ver grandes secciones de lo que otrora fue esta conexión de ferrocarril. Los condominios sobre Wood Vale y todo el tramo de Brenchley Gardens hoy trazan lo que fue esta ruta.
Las calles: Marmora Roads, Therapia Roads, Mundania Roads y Scutari Roads construidas en 1880, heredaron sus curiosos nombres de lugares de la actual Turquía, posiblemente por estar asociadas con el estacionamiento del ejército británico allí durante la Guerra de Crimea. En las cercanías está el Aquarias Golf Club que se sitúa sobre el reservorio de Honor Oak construido entre 1901 y 1909. Cuando este fue completado era el mayor reservorio de ladrillo del mundo y aun hoy está entre los más grandes de Europa. Este reservorio forma parte de la extensión sur de la compañía de aguas "Thames Water Ring Main".
El antiguo cementerio de Camberwell (Camberwell Old Cemetery,) sobre la calle Forest Hill Road es un ejemplo tardío del anillo de cementerios victorianos que fueron construidos para aliviar el elevado congestionamiento de los cementerios parroquiales debido al rápido crecimiento de Londres en el siglo XIX. La casa de piedra ubicada en su entrada fue usada en la película basada en la obra teatral de Joe Orton "Entertaining Mr Sloane" (rodada en 1970).Fue destruido por el fuego a mediados de 1970 y reconstruido algunos años después. El viejo cementerio de Camberwell no tuvo la grandiosidad que tuvo el cementerio de Nunhead en sus cercanías el cual fue una de las primeras Necrópolis de Londres, y cuando su capacidad ya no dio abasto fue reemplazada por el nuevo cementerio de Camberwell (Camberwell New Cemetery) sobre Brenchley Gardens.
El parque de Brenchley Gardens sigue la ruta de la antigua línea de ferrocarril que conectaba al Cristal Palace y que terminaba en una estación elevada. El parque va desde la parte trasera de la calle Marmora Road y continua por el terraplén a lo largo de Wood Vale donde los condominios fueron construidos sobre el mismo. Esta línea fue cerrada en 1954 debido al declive de su uso a raíz de la destrucción del Crystal Place en 1936 y también debido a los deslizamientos en la estructura del terraplén.

## sigloXX

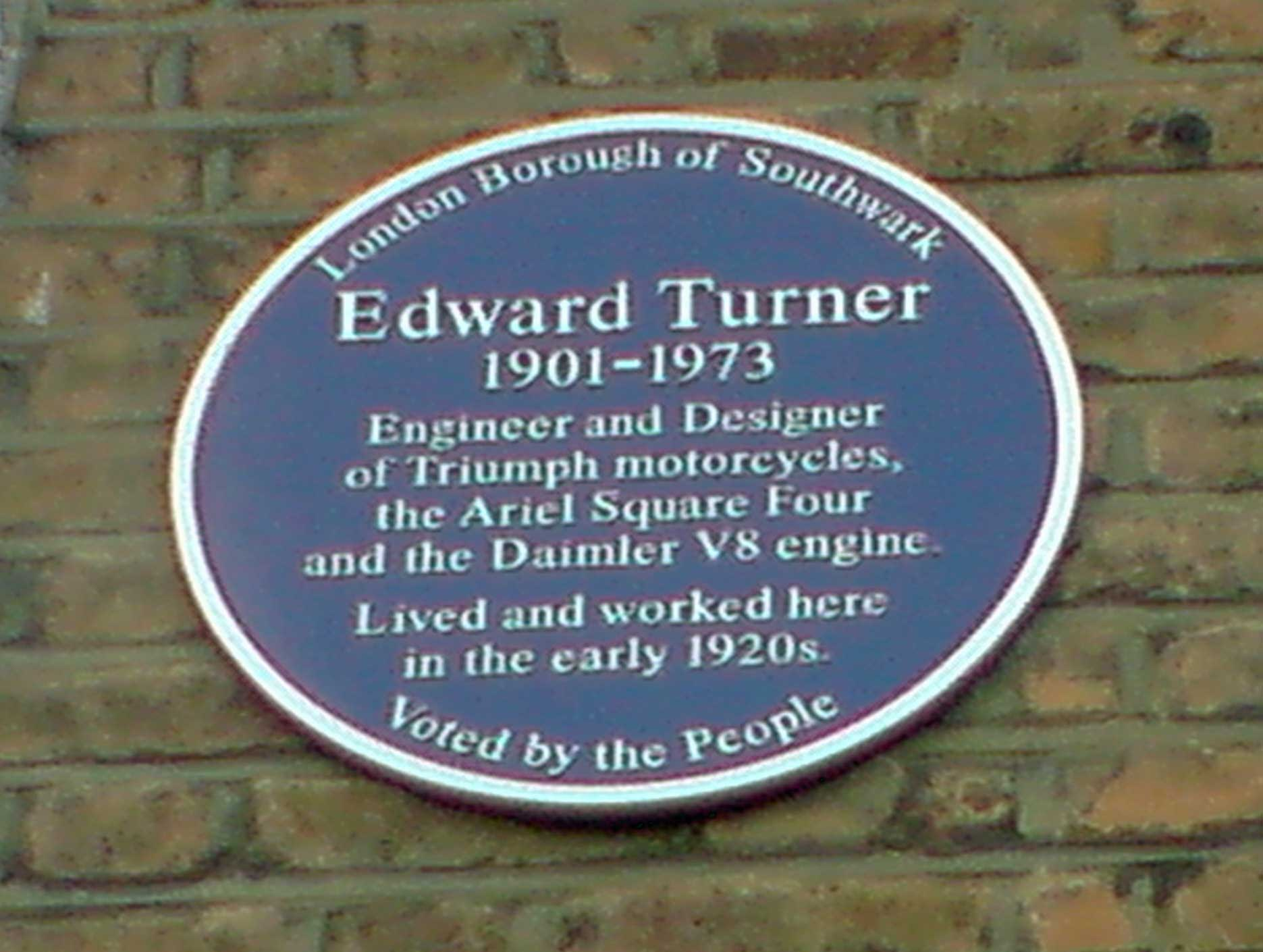
Placa recordatoria azul del municipio de Southwark que recuerda al famoso diseñador de motocicletas Edward Turner inaugurada en el año 2009 en el exterior de su antigua residencia, el número 8 de la calle Philip Walk en Peckham. Turner tenía una tienda de motocicletas llamada "Chepstow Motors" en la calle "Peckham High Street".

En los años 30 George Scott Williamson e Innes Pearse abrieron el "Pioneer Health Centre" (Centro Pionero de salud) en la calle Queens Road. Ellos planificaron la realización un amplio experimento que buscaba analizar los efectos que tiene el medio ambiente sobre la salud, este fue llamado "The Peckham Experiment" (El experimento "Peckham") y reclutó a 950 familias a un chelin la semana. Los miembros se unían al centro de salud de la misma manera como suelen unirse actualmente miembros a un club deportivo, contaban con salas para: ejercicios, juegos, talleres y socialización todo sin un programa predeterminado. El centro buscó construir un edificio con un diseño moderno y que satisficiera necesidades específicas y para ello buscó en el año 1935 al arquitecto Owen Williams.
El área norte de Peckham experimentó un fuerte crecimiento en los años 1960, este crecimiento consistió principalmente en bloques de departamentos que buscaban reubicar a aquellos que habitaban las antiguas viviendas del área. Estos condominios fueron muy populares al término de su construcción ya que ofrecían un nivel de vida moderno y de mayor calidad, sin embargo pronto entraron en declive y se convirtieron en una de las peores zonas residenciales de Europa occidental. La decadencia urbana, el vandalismo, grafiti, ataques incendiarios, robos y atracos se volvieron comunes en la zona, el área se convirtió en un arquetipo de los llamados "Sink States" (Condominios Hundidos) de Londres, particularmente en el área del norte de Peckham. A raíz de esto el área fue sometida a un programa de regeneración de £290 millones de libras a finales de los 90 y comienzos del 2000. Luego de que el programa de regeneración comenzó, los condominios ganaron notoriedad en los medios de comunicación a raíz de que una niña nigeriana de 10 años fuera acuchillada hasta morir en el área el 27 de noviembre de 2000. Para el 2002 el 90% del proyecto de regeneración estaba ya concluido y las nuevas casas estaban mejor construidas y ofrecían mejor seguridad, sin embargo pocos se convencieron de una vivienda mejor equivaldría a una mejoría palpable de la zona. Una pandilla famosa de Peckham es la pandilla llamada los "Peckham Boys".
A comienzos de 1990 Peckham se convirtió en el centro de la música "Underground" en parte debido a un numeroso grupo de ocupantes ilegales "ocupas" en un edificio de 2 pisos en la calle Collyer Place cerca de Peckham High Street. El edificio era ya conocido por haber sido la portada de una biografía ilustrada que apareció en 1980 de los mods de 1960 que los mostraba en sus scooters personalizadas afuera de la entonces "Camberwell Labour Exchange" (Bolsa de Trabajo de Camberwell). En el año 1989 estos "ocupas" adoptaron el nombre de "Dole House Crew" (La pandilla de la casa de Dole) y junto a otro grupo local de "ocupas" llamados "Green Circus" (El Círculo Verde) organizaban una especie de conciertos/fiestas en el edificio. En la parte de arriba había un salón grande para conciertos al vivo y abajo estaban los equipos del DJ de música rave. Había también dos bares, un café vegano y una sala para relajarse. Durante la semana cualquier habitación vacía era usada por bandas y artistas. Algunas bandas notables que regularmente ofrecieron conciertos en la "Dole House" fueron: The Levellers, Citizen Fish, y Radical Dance Faction. Más de 1000 personas se apretujaban dentro de este edificio y desde febrero de 1990 se llegó a llenar regularmente hasta alcanzar su capacidad. Aquellos que estaban involucrados proveían música a diversos festivales gratuitos en la década de 1990 y también colaboraban con el entonces reciente "Deptford Urban Free Festival" (más tarde llamado "Fordham Park Urban Free Festival"). Posteriormente se desplazaron a muchos otros lugares del sudeste de Londres luego de que la "Dole House" de Peckham fuera desalojada en octubre de 1990.
Peckham fue una de las áreas donde tuvieron lugar los alborotos que sacudieron Inglaterra el 2011.

## Regeneración

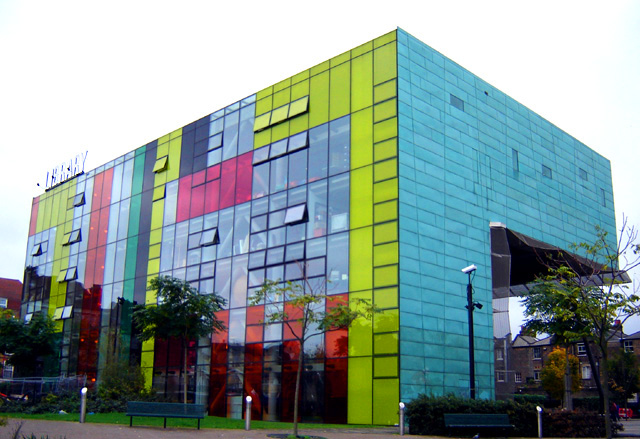
La biblioteca Peckham (octubre de 2005)

La Unión Europea ha invertido fuertemente en la regeneración del área, financiando una parte de la futurista biblioteca Peckham, así como una nueva plaza y nuevas áreas residenciales para reemplazar al área de viviendas del norte de Peckham (North Peckham State). A través de toda la zona se facilitó financiamiento para la mejora de viviendas y la renovación de calles. Esto incluyó financiamiento para proyectos de artes públicas, tales como el proyecto de los mosaicos de "Tom Phillips" que están sobre las paredes del restaurante experimental de Peckham y la galería "South London Gallery".
La principal calle comercial es la calle "Rye Lane" y el parque "Peckham Rye" está cerca de allí.
El edificio más viejo que sobrevive en Peckham es el "2 Wood's Road" construido en el año 1960.

## Transporte y Lugares Cercanos

### Lugares Cercanos
- Bermondsey
- New Cross
- Camberwell
- East Dulwich
- Nunhead
- Deptford
- Brockley

### Estaciones de Ferrocarril Cercanas
- Peckham Rye railway station (Estación de trenes de Peckham Rye)
- Queens Road Peckham railway station (Estación de trenes de Queens Road Peckham)

## Para Profundizar
- John D Beasley, The Story of Peckham, (London: London Borough of Southwark, 1976)
- John D Beasley, Who Was Who In Peckham (London: Chener Books, c1985)
- H. J. Dyos, Victorian Suburb: A Study in the Growth of Camberwell (Leicester: Leicester University Press, 1961)
- Joseph Priestley, Historical Account of the Navigable Rivers, Canals and Railways of Great Britain, (Wakefield: Richard Nichols, 1831)

- Datos: Q2690524
- Multimedia: Peckham / Q2690524